# 田成子
田恆（？—？），妫姓，田氏，名恒，原為陳恆，古音田、陳音近，也稱為田恒。東周春秋戰國時期齊國的权臣。是齐国田氏家族的第八任首领。
當時卿大夫多敬稱為子，陳恆卒後諡成，故稱陳成子或田成子。
漢朝時，为汉文帝刘恒避讳，称为田常。宋朝时，为宋真宗赵恒避讳，《资治通鉴》亦称之为“田常”。

## 生平
前485年，田恆承襲父亲田乞之位，而後唆使齐国大夫鲍息弑杀齐悼公，立齐简公。田恆和阚止（又名监止，字子我）任齐国的左右相。
前481年，田恆发动政变，杀死了阚止和齐简公，拥立齐简公的弟弟为国君，就是齐平公。之后，田恒独揽齐国大权，尽诛鲍、晏诸族。田成子的封邑大于齐平公直辖的地区。
史称田恆挑选齐国女子身高七尺以上者为姬妾，後宫數百人，也不禁止宾客、舍人出入后宫。
在田恆死的时候，有七十个儿子隨侍在側。田恒死后，由儿子田盘继位。

## 鄰國評論
當陳恆（田恆）殺害齊簡公的消息傳到魯國，孔子齋戒三日，請求魯哀公討伐齊國，魯哀公表示魯國勢力弱小，讓孔子去問季孫肥，結果遭到拒絕。
後世因他的作為，指他為逆臣，導致君權更加集中、專制。

## 古籍記載
莊子《莊子·胠篋》記載田成子盜齊國之事，指他為諸侯大盜。韓非稱之為「田成子取齊」。也是後世常引用之成語「竊鉤者誅，竊國者侯」的由來。